# Adair County (Kentucky)
Adair County je okres amerického státu Kentucky založený v roce 1802. Správním střediskem je město Columbia. Pojmenovaný je podle Johna Adaira, guvernéra Kentucky v letech 1820–1824.

## Sousední okresy
| Růžice kompasu | Green County            | Taylor County     | Casey County   | Růžice kompasu |
| Růžice kompasu |                         | Sever             | Russell County | Růžice kompasu |
| Růžice kompasu | Adair County (Kentucky) |                   | Russell County | Růžice kompasu |
| Růžice kompasu | Jih                     |                   | Russell County | Růžice kompasu |
| Růžice kompasu | Metcalfe County         | Cumberland County |                | Růžice kompasu |